# Tái sinh
Tái sinh là thuật từ được dùng rộng rãi trong các trào lưu Nền tảng (Fundamental), Tin Lành (Evangelical) và Ngũ Tuần (Pentecostal) thuộc cộng đồng Kháng Cách (Protestant) của Cơ Đốc giáo, khi đề cập đến sự cứu rỗi, trải nghiệm tiếp nhận đức tin Cơ Đốc và sự sinh lại về phương diện tâm linh.

## Khái niệm Cơ Đốc
Được sinh lại, theo Cơ Đốc giáo, đồng nghĩa với sự tái sinh trong tâm linh, và trong nhiều truyền thống giáo hội, cũng đồng nghĩa với sự cứu rỗi, dù có sự khác biệt đôi chút khi thuật ngữ này được sử dụng trong các truyền thống khác nhau.
Tái sinh được đề cập đến lần đầu trong chương thứ ba của Phúc âm Giăng, khi Nicodemus, một học giả Do Thái giáo, tìm đến gặp Giê-su:
Hầu hết các giáo hội Cơ Đốc đều tin rằng một người cần phải được sinh lại thì mới có thể trở thành tín hữu Cơ Đốc, như thế tất cả tín hữu Cơ Đốc, trong thực tế, đều phải là người đã trải nghiệm sự tái sinh thuộc linh. Điển hình, Giáo hội Công giáo La Mã cho rằng "Lễ rửa tội (báp têm) là.... bí tích, nhờ đó chúng ta được sinh lại bởi nước và Thánh Thần", mặc dù thuật từ này không được sử dụng thường xuyên trong giáo hội. Đây cũng là xác tín của Chính Thống giáo, Anh giáo, Giáo hội Luther, cùng các truyền thống Cơ Đốc khác.
Tuy nhiên, chính là tín hữu thuộc các trào lưu Nền tảng, Ngũ Tuần và Tin Lành trong cộng đồng Kháng Cách là những người yêu thích và thường xuyên sử dụng thuật ngữ này để miêu tả những trải nghiệm của họ khi tiếp nhận đức tin Cơ Đốc, cũng như sự tiếp xúc cá nhân giữa họ với quyền năng của Thiên Chúa. Nhiều tín hữu Cơ Đốc được "tái sinh" theo ý nghĩa này thường không chịu chấp nhận một sự qui đạo nào là chân xác nếu không có trải nghiệm "tái sinh".
Ý niệm được sinh lại đồng hành với một khái niệm thần học dạy rằng Cơ Đốc nhân là một sự tạo dựng mới (new creation), bởi quyền năng của Thiên Chúa mà người ấy được ban cho một sự khởi đầu mới, được giải cứu khỏi cuộc đời tội lỗi và được nhận lãnh năng lực để bắt đầu một cuộc đời mới trong mối tương giao mật thiết với Chúa Giê-xu qua Chúa Thánh Linh. Một tín hữu đã qua trải nghiệm tái sinh là người vĩnh viễn từ bỏ con người của bản chất cũ; đời sống cũ đã qua đi để bắt đầu một sự sống mới; nay người ấy là một tạo vật mới trong Chúa Giê-xu, đồng chết với ngài để được giải cứu khỏi sự định tội, và đồng sống lại với ngài trong cuộc sống công chính, theo sự miêu tả của Sứ đồ Phao-lô trong thư gởi cho hội thánh tại Corinth,
John Wesley và các tín hữu thuộc Phong trào Giám Lý xem tái sinh là trải nghiệm cần có để trở nên con dân của Vương quốc Thiên Chúa. Xác tín này lập nền trên lời hứa được ghi lại trong Phúc âm Giăng 1:12-13
Hiện nay, tái sinh là thuật từ được gắn kết chặt chẽ với phong trào phục hưng Tin Lành, khởi phát từ cuối thập niên 1960 tại Hoa Kỳ, về sau lan rộng đến nhiều nơi trên thế giới. Thuật từ này ban đầu được dùng để miêu tả kinh nghiệm qui đạo cách sống động, dần dà được dùng để ám chỉ những tín hữu sùng kính. Giữa thập niên 1970, danh xưng Tín hữu Cơ Đốc được tái sinh (born again Christian) ngày càng được nhắc đến nhiều hơn bởi các phương tiện truyền thông đại chúng, đến nỗi trong chiến dịch tranh cử tổng thống năm 1976, Jimmy Carter đã sử dụng thuật ngữ này để miêu tả trải nghiệm sống đạo của ông. Một tổng thống khác của Hoa Kỳ, George W. Bush, cũng được xem là một tín hữu có trải nghiệm tái sinh.
Một tác phẩm xuất bản năm 1976 có tựa đề Born Again (Tái sinh) của Charles Colson, một chính trị gia từng chịu án tù vì dính líu đến vụ Watergate, miêu tả những trải nghiệm của ông dẫn đến việc chấp nhận đức tin Cơ Đốc trong thời gian chịu xét xử và ngồi tù, là nhân tố quan trọng góp phần biến khái niệm Tái sinh trở thành một phần trong cấu trúc văn hóa Hoa Kỳ. Những tên tuổi trong lĩnh vực âm nhạc như Mark Farner, Dan Peek, Little Richard, Donna Summer, Bob Dylan, Kerry Livgren, Dave Hope, Dave Mustaine, Nicko McBrain, Roger McGuinn, Johnny Cash, Keith Farley và Alice Cooper là những nghệ sĩ mà trải nghiệm tái sinh của họ để lại những dấu ấn quan trọng trên nền văn hóa đương đại.